# Silvia Oñate
Silvia Oñate Moya (Alicante, 31 de marzo de 1971) es licenciada en Ciencias de la Información. Desde diciembre de 2015 hasta el 7 de marzo de 2017 ha sido directora general de Comercio en la Consejería de Empleo, Empresa y Comercio de la Junta de Andalucía. Fue diputada por la provincia de Sevilla en la X Legislatura del 20 de enero de 2015 hasta el final de legislatura en sustitución de Alfonso Guerra.  Ha sido directora del Instituto Andaluz de la Mujer (2013-2015) y directora general de Violencia de Género y Asistencia a Víctimas de la Consejería de Interior de la Junta de Andalucía (2012-2013).

## Formación
Es licenciada en Ciencias de la Información por la Universidad de Sevilla, máster en Alta Dirección de Instituciones Sociales por la Fundación San Telmo, en Programación Neurolingüística por el Centro Oficial de PNL (México-Valencia) y en 'Coaching' Personal, Ejecutivo y Empresarial por el Instituto Europeo de Estudios Empresariales. y experta en Educación para el Desarrollo (2012) en la Universidad Pablo de Olavide de Sevilla.

## Trayectoria profesional
De 2004 a 2010 trabajó como asesora de la Delegación del Gobierno Andalucía y Jefa de Gabinete de la Subdelegación del Gobierno en Sevilla. Durante este periodo, participó en la puesta en marcha de la Unidad de Violencia de Género y en las tareas de coordinación con las fuerzas de seguridad del Estado para la protección integral de las víctimas. 

Ha sido profesora de Ciencias de la Información y Comunicación y Perspectiva de Género en Oaxaca (México) 1996-1997. 

Como periodista ha trabajado en la Unión de Pequeños Agricultores de Valencia, el periódico El Sur de Oaxaca (México), Canal Sur Radio, la Federación de Espacios Naturales Protegidos de Andalucía y en el Departamento de Planificación y Comunicación Política del PSOE de Andalucía (2010-2012).

## Trayectoria política e institucional
De 2007 a 2011 fue Concejala de Igualdad, Salud y Consumo en el ayuntamiento de Castilleja de Guzmán (Sevilla).

En las elecciones generales de noviembre de 2011 ocupó el puesto número ocho de la lista del PSOE por Sevilla.

En junio de 2012 fue nombrada directora general de Violencia de Género y Asistencia a Víctimas de Junta de Andalucía.
En octubre de 2013 fue nombrada directora del Instituto Andaluz de la Mujer, cargo que dejó para incorporarse al escaño por Sevilla en el Congreso de Diputados el 20 de enero de 2015 que dejó vacante Alfonso Guerra, convirtiéndose en sustituta del diputado que más tiempo estuvo en el Congreso. En su etapa parlamentaria fue Vicepresidenta Segunda de la Comisión de Igualdad y Vocal de la Comisión Mixta de Control Parlamentario de la Corporación RTVE.
En las elecciones generales del 20 de diciembre de 2015 ocupó el puesto número seis de la lista del PSOE por la circunscripción de Sevilla pero no logró escaño.
El 29 de diciembre de 2015 fue nombrada directora general de Comercio en la Consejería de Empleo, Empresa y Comercio de la Junta de Andalucía.

Desde el año 2009 es Coordinadora Regional de la Sectorial de la Sociedad de la Información del PSOE de Andalucía responsabilidad renovada en 2013.